# Suzuki (họ)
Suzuki (鈴木 (Linh Mộc)/ すずきし Suzukishi) là một họ trong tiếng Nhật. Họ này rất phổ biến tại Nhật Bản, là họ đông thứ hai tại đất nước này.

## Người họ Suzuki
- Suzuki Ichirō, hay còn gọi là Ichiro, cầu thủ bóng chày Nhật Bản
- Suzuki Seiya, cầu thủ bóng chày Nhật Bản
- Suzuki Musashi, cầu thủ bóng đá người Nhật Bản
- Suzuki Toshio, nhà sản xuất phim hoạt hình, cựu chủ tịch của Studio Ghibli
- Suzuki Choji, võ sư Karate người Nhật Bản, sáng tổ hệ phái Suzucho Karatedo
- Suzuki Shōgo, diễn viên, nhạc sĩ
- Suzuki Keishi, cầu thủ bóng chày Nhật Bản
- Suzuki Takayuki, cầu thủ bóng đá Nhật Bản
- Suzuki Hideo, cầu thủ bóng đá người Nhật Bản
- Suzuki Yuma, cầu thủ bóng đá người Nhật Bản
- Suzuki Hideo, cầu thủ bóng đá người Nhật Bản
- Suzuki Hiroki, diễn viên, ca sĩ Nhật
- Suzuki Sosaku, đại tướng trong quân đội Đế quốc Nhật Bản
- Suzuki Takayuki, cầu thủ bóng đá Nhật Bản
- Suzuki Kōji, nhà văn kinh dị người Nhật Bản
- Suzuki Takekazu, huấn luyện viên, cầu thủ bóng đá người Nhật Bản
- Suzuki Ryozo, cầu thủ bóng đá người Nhật Bản
- Suzuki Keita, cầu thủ bóng đá người Nhật Bản
- Suzuki Yasuhito, cầu thủ bóng đá người Nhật Bản
- Suzuki Daisetsu Teitarō, học giả người Nhật Bản
- Suzuki Shigeyasu, trung tướng Lục quân Đế quốc Nhật Bản
- Suzuki Kantarō, đô đốc của Hải quân Đế quốc Nhật Bản, Thủ tướng Nhật Bản
- Suzuki Yoshitake, cầu thủ bóng đá người Nhật Bản
- Suzuki Tomoyuki, cầu thủ bóng đá người Nhật Bản
- Kouhei Suzuki, vận động viên quần vợt xe lăn người Nhật Bản
- Suzuki Kenta,  cầu thủ bóng đá người Nhật Bản
- Suzuki Zenkō, Thủ tướng Nhật Bản